# Nationaal Songfestival 2006
Het Nationaal Songfestival 2006 was de Nederlandse preselectie voor het Eurovisiesongfestival 2006. Doelstelling van Nederland was om in ieder geval in de finale te belanden en niet opnieuw te eindigen in de halve finale. Dit is echter niet gelukt.
Treble ging met Amambanda naar Athene. Met liefst 72% van de 126.000 uitgebrachte stemmen werd het damestrio uitverkoren om Nederland te vertegenwoordigen op het Eurovisiesongfestival. Het winnende nummers is geschreven door de groep zelf. Tweede werd de groep Behave met Heaven knows met 15%. Maud werd derde met 13% van de stemmen voor I'm alive.

## De deelnemers
- Treble opende de serie mini-concerten met Amambanda. Daarna kwam Make your choice uit de open inzending. Lama gaia besloot het geheel. De jury was het vrijwel eens over het feit dat de drie dames een prettige uitstraling had.

- Behave was als tweede aan de beurt. Dat opende met L.A. Baby om te vervolgen met Maybe tomorrow, eveneens door twee bandleden geschreven. De groep sloot af met de inzending uit de open inschrijving, Heaven knows. De jury was te spreken over het feit dat de groep afweek van het 'normale' festivalmateriaal, al was Henk Temming het daar niet mee eens. Met het liedje Heaven knows werd de week na het nationaal songfestival 2006 hoog begonnen in de Nederlandse top 100.

- Maud Mulder opende met One more try uit de vrije inzending. Daarna zong ze twee eigen nummers, Without your love en I'm alive. Glennis Grace vond Maud een heel goede zangeres, maar dat ze dat op dit moment niet had laten zien.

De dag ervoor was de finale van Idols 3 geweest, waar Floortje met keelpijn tweede was geworden. Er moest gezegd dat ook Maud keelpijn had. Paul de Leeuw reageerde hierop door te zeggen: "Maud heeft keelontsteking net als Floortje gisteren.". Bij de einduitslag moest Maud ook duidelijk, met een laatste plaats, het onderspit delven.

## Eérste beoordeling jury
De jury moest vervolgens beslissen over het nummer dat doorging naar de superfinale:
Treble:
01. Amambanda 7
02. Lama gaia 2
03. Make your choice 0
Behave:
01. Heaven knows 6
02. Maybe tomorrow 2
03. L.A. Baby 1
Maud:
01. I'm alive 4
02. Without your love 3
03. One more try 1*
- (Giel Beelen onthield zich van stemming, vanwege het lage niveau van Maud. Hij zei: "Ik vind het allemaal niet goed genoeg!")

Ook Cornald Maas had als "onpartijdige" juryvoorzitter toch wel een mening en voorkeur: "Mijn voorkeur ligt bij Behave en Treble.".

## Tweede beoordeling televoters
In de superfinale zongen de drie ieder nogmaals het voor hun uitverkoren nummer.
De Televoters stemden uiteindelijk als volgt:
1. Treble - Amambanda 72%
2. Behave- Heaven knows 15%
3. Maud- I'm alive 13%

## Nederland op het Eurovisiesongfestival 2006
Nederland kwam uit in de halve finale op 18 mei, door een te lage score van Glennis Grace in 2005. Ook in Athene strandde Nederland in de halve finale: Treble eindigde daar op de 20e plaats. Alleen Monaco, Wit-Rusland en Andorra scoorden minder punten dan de 22 van Nederland.
Nederland was (uiteraard) niet erg gelukkig met deze score. Zodoende werd besloten geen "grootse" Nationaal Songfestival 2007 finale te houden, maar direct één goede zanger of zangeres aan te wijzen, waarbij het publiek het nummer voor haar maar moet gaan kiezen.
1956 · 1957 · 1958 · 1959 · 1960 · 1961 · 1962 · 1963 · 1964 · 1965 · 1966 · 1967 · 1968 · 1969 · 1970 · 1971 · 1972 · 1973 · 1974 · 1975 · 1976 · 1977 · 1978 · 1979 · 1980 · 1981 · 1982 · 1983 · 1984 · 1986 · 1987 · 1988 · 1989 · 1990 · 1992 · 1993 · 1994 · 1996 · 1997 · 1998 · 1999 · 2000 · 2001 · 2003 · 2004 · 2005 · 2006 · 2007 · 2008 · 2009 · 2010 · 2011 · 2012